# Національний пакт
Національний пакт (араб. الميثاق الوطني, трансліт. al Mithaq al Watani) — неписана угода, що заклала основу Лівану як багатоконфесійної держави. Пакт було укладено влітку 1943 року, після переговорів між лідерами шиїтської, сунітської та маронітської громад.

## Історія
За переписом 1932 року більшість населення була християнами, і це дало їм контроль над постом президента, командування збройними силами та парламентську більшість. Проте бідніше мусульманське населення зростало швидше, ніж заможніше християнське. Водночас із великою еміграцією християн, це призвело до зміни пропорції на користь мусульман. З роками невдоволення структурою уряду та сектантські розбіжності збільшилися, що зрештою призвело до громадянської війни в Лівані.
Таїфські угоди 1990 року змінили співвідношення в парламенті до 50:50 і скоротили повноваження маронітського президента.

## Головні пункти угоди
- мароніти не повинні виступати за іноземне втручання та сприймати Ліван як «арабську» країну, а не «одну із західних»;
- мусульмани (шиїти та суніти) відмовляються від їхнього прагнення до об'єднання з Сирією;
- пост президента Республіки завжди займає мароніт;
- пост прем'єр-міністра завжди займає суніт;
- пост голови Національної асамблеї завжди займає шиїт;
- заступником спікера парламенту завжди повинен бути представник грецької православної церкви;
- співвідношення християн та мусульман в парламенті має бути 6:5.